# آش سبزی
آش سبزی از مشهورترین و محبوب‌ترین آش‌ها است که خاستگاه اصلی آن شیراز است. این آش ارزش غذایی زیادی دارد زیرا از موادی همچون نخود، لوبیا، عدس و سبزی‌های تازه تهیه می‌شود.
علاوه بر اینکه این آش در فرهنگ مردم شیراز جایگاه ویژه‌ای دارد و به عنوان یک وعده غذایی در صبح یا شب میل می‌شود، در ۲۸ صفر و روز عاشورا برای شام غریبان با عنوان نذر در پشت دارالرحمه شیراز پخت می‌شود.
این آش جزو میراث فرهنگی ناملموس ایران می‌باشد.

## تاریخچه
تاریخچه پخت آش سبزی مشخص نیست اما پخت آن در شیراز به بیش از ۱۰۰ سال می‌رسد.